# Mijailo
Mijailo (en ucraniano: Михайло, pronunciación en ucraniano: /mɪˈxɑjlo/) es un nombre propio de origen ucraniano derivado del hebreo מִיכָאֵל (Mī-khā-'Ēl?). En español, el equivalente sería Miguel.
Para su transliteración se sigue la estructura:
| Ucraniano | М | и | х | а | й | л | о |
| Español   | M | i | j | a | i | l | o |

Ocasionalmente, puede encontrarse este nombre con la transliteración en inglés «Mykhailo» e incluso «Mykhaylo», puesto que en las lenguas germanas la х (ja) cirílica no se corresponde con el sonido /dʒ/ que tiene la letra j en inglés; si no con el sonido /j/ heredado de la letra griega Χ (ji), por lo que se traduce con el dígrafo «Kh» para imitar el sonido original.
Adicionalmente, algunos manuales de transliteración recomiendan transliterar el nombre en personajes históricos de origen ucraniano por Mijaíl, al igual que desde el idioma ruso, puesto que en ciertas épocas las fuentes son más dadas a presentarlo desde ese idioma («Михаил») que desde la escritura ucraniana («Михайло»).

## Personas relevantes
Algunas de las personas más conocidas que tenían o tienen por nombre Mijailo (en ucraniano: Михайло) son:
- Mijailo Kotsiubinski (1864-1913), escritor ucraniano del Imperio ruso.
- Mijailo Yalovi (1895-1937), poeta y dramaturgo comunista ucraniano.
- Mijailo Fédorov (1991-), primer viceprimer ministro de Ucrania desde 2025
- Mijailo Mudryk (2001-), jugador del Chelsea F. C. debutante con el F. K. Shajtar Donetsk.